# 현철 (가수)
현철(玄哲, 1942년 7월 29일~2024년 7월 15일)은 대한민국의 가수이다. 본명은 강상수(姜祥秀)로 송대관, 태진아, 설운도와 함께 '트로트 4대 천왕'으로 불렸다. 생전에 '앉으나 서나 당신 생각', '내 마음 별과 같이', '니애미는 가수', '사랑은 나비인가봐', '봉선화 연정', '싫다 싫어', '사랑의 이름표', '아미새', '고장난 벽시계' 등의 노래들을 발표하였다.

## 생애

### 유년기와 데뷔 초기
1942년 7월 29일 경상남도 김해군 대저면 도도리 월포마을(現 부산광역시 강서구 대저2동)에서 태어났다. 1961년에 부산동성고등학교를 졸업하고 그 해 동아대 경영학과에 수석으로 입학하였지만, 이듬해 자퇴하고 군에 입대하여 전역한 뒤 1969년에 《무정한 그대》라는 곡을 발표하며 가요계에 데뷔하였다. 그러나 데뷔할 당시에는 남진과 나훈아가 한창 주목받고 있었기 때문에 현철은 인기를 얻지 못했다. 결국 1974년에 활동을 중단하고 고향인 부산으로 돌아가서 음악 그룹 '현철과 벌떼들'을 결성해 그룹 리더로서 팝송을 리메이크하면서 열심히 활동하였지만, 이 역시 큰 인기를 얻지 못해 오랜 무명 시절을 보냈다.

### 솔로 활동 시작
1980년에 '현철과 벌떼들'이 해체되고 2년 후에 솔로로 전향했다. 이후 그룹 시절에 활동했던 곡이자 아내를 향한 노래였던 《앉으나 서나 당신 생각》이 대중들에게 큰 인기를 얻었으나, 방송에 자주 출연하지 못해서 그 때도 얼굴 없는 가수에 불과하였다. 
1983년에 본격적으로 트로트로 성향을 바꾼 후 자신만의 구성진 꺾기 창법과 뛰어난 가창력을 버탕으로 《사랑은 나비인가봐》를 발표하였다. 1984년에는 1967년에 발표되었던 《청춘을 돌려다오》를 리메이크하여 활동했는데, 이듬해인 1985년에 나훈아의 부탁으로 이 곡을 2명이 부르게 되었다. 1987년에 리비아 대수로 공사 현장에 공연을 갔었는데 당시 리비아에 파견된 근로자들은 고국의 가족들을 보고 싶은 마음에 공연 관계자가 《앉으나 서나 당신 생각》부른 현철을 인기가수 공연단에 포함시켰다. 이 노래는 2014년에 미래에셋대우의 광고 음악인 'Think you very much'에서 후렴구로 불리게 되었다.

### 1988년 《봉선화 연정》 발표 이후
1980년대부터 서서히 인지도를 높여가던 현철은 1988년에 발표된 《봉선화 연정》이 가수로 데뷔한 이래 가장 큰 인기를 얻었으며 이 노래로 KBS 가요대상을 수상하였다. 이 노래를 작곡한 작곡가 박현진의 말에 따르면, 수상 소감을 말하던 중에 20년의 무명 시절을 보낸 힘든 시절을 생각하며 감격의 눈물을 펑펑 쏟았다고 한다.
KBS 가요대상을 수상한 후 현철의 명성은 높아졌고 1990년에 《싫다 싫어》로 KBS 가요대상을 수상하며 2년 연속 KBS 가요대상을 수상했다. 그 해에 문희옥과 함께 《잘했군 잘했어 메들리》, 《항구 메들리》로 혼성 듀엣 메들리를 발표하며 현철은 1988년부터 송대관, 태진아, 설운도와 함께 '트로트 4대 천왕'으로 불렸다.
1990년대에 들어서면서 각종 가요부문상들을 수상하며 6년간 연속으로 10대 가수상을 수상했다. 그 중 1998년에 발표된 '사랑의 이름표'는 솔직한 가사와 구성진 트로트 리듬의 곡이며 그 해 한국 여론 설문조사에서 '가장 인기있는 가수' 부분에서 40대와 50대 선호도 1위를 기록하였다.
2002년에는 《아미새》를 발표하였으며, 이 곡이 다세대의 인기를 얻게 되자 전국노래자랑에 초대 가수로 자주 출연했다. 그리고 2010년에 제11회 대한민국 연예문화상 성인가요 부문 대상, 제16회 대한민국 연예예술상 연예발전공로 우정상을 수상하였다.
2006년에는 옥관문화훈장을 받았다.

### 말년, 그리고 사망
2010년대 초반까지 신곡도 여럿 발표를 하는 등 활발한 활동을 이어 갔으나, 2007년에 한 방송에서 공연 리허설 중 추락 사고를 당해서 갈비뼈 3개를 다쳐 골절상을 입은 후 경추 디스크 증상이 왔다. 이후 2018년 경에 계속 좋지 않았던 경추 디스크를 수술한 후 신경이 심하게 손상되면서 허리를 거의 쓸 수 없는 상태가 되어 이후 재활 치료를 이어갔다. 그러다가 2019년 이후로는 나빠진 건강 상태로 인해 방송 활동이 대폭 줄어들어 KBS 1TV의 가요무대 외에 다른 가요 프로그램에는 거의 출연하지 못했다. 2020년 11월 16일 가요무대 출연을 끝으로 TV에서는 자취를 감췄고, 2021년 이후로는 무대에 서 있기 어려울 정도로 건강이 나빠져 활동을 중단하였다.
2021년 5월에 시대를 같이 한 가수 김흥국의 백팔가요 라디오 프로그램에 불편한 몸을 이끌고 출연하여 건강이 많이 회복되었다면서 도쿄 올림픽에도 나가서 뛰어보겠다는 말로 팬들을 안심시키는 농담을 던질 정도로 반드시 다시 무대로 돌아오겠다는 강한 의지력으로 재활 치료에만 매진해 왔으나, 재활 치료 중 뇌경색, 폐렴 등의 다른 지병도 겹쳐 몸이 극도로 쇠약해지면서 송해와 현미의 빈소에도 찾아오지 못했다. 2024년 5월에 병원에 입원하였고, 동년 7월 초 위독한 상태에 빠져 중환자실에 옮겨져서 치료를 받았다.
이후 2024년 7월 15일, 서울특별시 광진구 자양동 소재 혜민병원에서 82세의 나이로 세상을 떠났다. 빈소는 서울아산병원 장례식장에 차려졌고, 그간의 공적을 기려 장례도 대한민국 가수장으로 치렀다. 유해는 경기도 광주시 능평동 휴 추모공원 납골당에 안장되었다.

## 학력
- 1954년 대저중앙국민학교 졸업
- 대저중학교 졸업
- 1961년 부산동성고등학교 졸업
- 1961년 동아대학교 경영학과 수석 입학
- 1962년 동아대학교 경영학과 중퇴

## 드라마
- 1994년 : KBS 전원드라마 대추나무 사랑걸렸네

## 데뷔
- 1969년 노래 [무정한 그대]

## 대표곡
| 대표곡                    | 대표곡 |
| ------------------------- | ------ |
| 무정한 그대               | 1969년 |
| 앉으나 서나 당신 생각     | 1982년 |
| 사랑은 나비인가봐         | 1983년 |
| 청춘을 돌려다오           | 1984년 |
| 추억의 테헤란로           | 1986년 |
| 내 마음 별과 같이         | 1987년 |
| 봉선화 연정               | 1988년 |
| 사랑에 푹 빠졌나봐        | 1989년 |
| 싫다 싫어                 | 1990년 |
| 나는 울었네               | 1991년 |
| 당신의 이름               | 1992년 |
| 들국화 여인               | 1993년 |
| 돌아서 가세요             | 1994년 |
| 정주지 않으리             | 1995년 |
| 사랑의 이름표             | 1998년 |
| 아미새/사랑해 당신        | 2002년 |
| 사랑은 눈물인가봐         | 2002년 |
| 사랑이 불로초             | 2006년 |
| 사랑의 마침표             | 2008년 |
| 인생은 드라마야           | 2010년 |
| l Love You (아이 러브 유) | 2010년 |
| 나쁜 사람이야             | 2012년 |
| 알러뷰 창원 (lLove You)   | 2014년 |

## 앨범
- 2014년《우리는 / 알라뷰 창원 (I Love You)》
- 2012년《나쁜 사람이야 / 동동구루무 / 고장난 벽시계》
- 2010년《인생은 드라마야》
- 2006년《사랑이 불로초》
- 2002년《사랑해 당신》
- 2001년《Love Story》
- 1998년《현철 `98》
- 1994년《돌아서 가세요》
- 1990년《싫다 싫어》
- 1988년《봉선화 연정》
- 1987년《내 마음 별과 같이》
- 1986년《항구의 부르스》
- 1982년《앉으나 서나 당신생각》
- 1981년《내가 미워요》
- 1980년《당신/ 비와 나》
- 1980년《잊어버려/ 춤을 춰요》
- 1969년《무정한 그대》

## CF
- 2014년《미래에셋대우 Think you very much》
- 2001년《한독 케토톱》 (With. 송대관, 태진아)
- 1991년《옥시레킷벤키저 뉴파워크린》
- 1989년《옥시레킷벤키저 파워크린》

## 가족 관계
- 배우자 : 송애경
- 자녀 : 1남 1녀

## 수상 경력
- 2020년 제1회 트롯어워즈 트롯 100년 가왕상
- 2010년 제11회 대한민국 연예문화상 성인가요부문 대상
- 2010년 제16회 대한민국 연예예술상 연예발전공로 우정상
- 2009년 제17회 대한민국 문화연예대상 대상
- 2009년 제9회 대한민국 전통가요대상 남자 가수왕
- 2006년 제40회 가수의날 특별공로상
- 2004년 제2회 21세기 한국인상 수상
- 2001년 남자 최고 인기대상 수상
- 1999년 저축의 날 국민훈장포장 수상
- 1998년 국무총리상 수상
- 1991년 MBC 10대 가수상
- 1991년 일간스포츠 골든 디스크상
- 1991년 제2회 서울가요대상
- 1990년 제10회 KBS 가요대상
- 1989년 MBC 10대 가수상
- 1989년 제 9회 KBS 가요대상 대상 수상
- 1989년 일간스포츠 골든디스크상
- 1989년 고복수 가요제 대상 수상
- 1988년 MBC 10대 가수상